# コミンテルンの年表
コミンテルンの年表では、コミンテルンの歴史に関わる出来事を示す。

## 年表

### 前史
- 1847年6月 - 共産主義者同盟の創立(～1852年)[1]。
- 1848年2月 - 共産主義者同盟の綱領として、マルクス＝エンゲルスの『共産党宣言』発表[1]。
- 1864年9月 - 国際労働者協会（第一インタナショナル）の創立（～1876年）[1]。
- 1871年3月 - パリ・コミューンの成立(～1871年5月)[1]。
- 1889年7月 - パリの国際労働者大会において第二インターナショナルの創立[1]。
- 1898年3月 - 第1回ロシア社会民主労働党大会、ロシア社会民主労働党結成。
- 1903年7月 - 第2回ロシア社会民主労働党大会（ボリシェヴィキとメンシェヴィキの発端）
- 1905年1月 - 血の日曜日事件、ロシア第一革命
- 1912年1月 – ボリシェヴィキ結成（1918年にロシア共産党、1934年にソビエト連邦共産党と改称）
  - 11月 - 第二インターナショナルのバーゼル臨時大会。「国際情勢と戦争に反対する共同行動」を討議[1]。
- 1914年7月 - 第一次世界大戦始まる。
  - 8月 - ドイツ、ベルギー、フランスの社会民主諸党の国会議員団、「城内平和」政策により軍事予算に賛成の投票を行い自国の帝国主義政府を支持。つづく数日間にイギリス、フランス、オーストリア＝ハンガリー等の社会民主諸党も同様に行動し、第二インターナショナルが崩壊[1]。
  - 11月 - 帝国主義戦争についてのロシア社会民主労働党中央委員会の宣言『戦争とロシア社会民主党』(レーニンの執筆)が発表され、その宣言は、新しいプロレタリア・インタナショナルの創設を呼びかける[1]。
  - 12月 - ドイツ国会においてカール・リープクネヒト、ただ一人軍事予算に反対投票[1]。
- 1915年 - レーニン著「社会主義と戦争」。
  - 9月 - スイスのツィンメルヴァルトで国際主義的社会主義者の第一回会議が開かれ、ヨーロッパの十二カ国の代表三十八名が出席、当会議でツィンメルヴァルト左派結成される[1]。
- 1916年1月 - ドイツの左派、ベルリンに「インテルナツィオナーレ」・グループを創立[1]。
  - 4月 -  キーンタールにて第二回ツィンメルヴァルト会議が開かれ、8ヶ国の社会主義党の代表41名が出席[1]。
- 1917年3月 - 二月革命[2]、ロシア臨時政府樹立
  - 11月 - 十月革命、ソビエト政府成立[2]。ロシア内戦勃発(1923年まで)
  - 12月 - ウクライナ・ソビエト戦争(en)勃発(1921年11月まで)
- 1918年 – バスマチ蜂起勃発(1931年まで)
  - 1月 – フィンランド社会主義労働者共和国樹立(同年5月まで)[2]、アルゼンチン共産党結成(1920年まで国際社会党)[2]
  - 2月 – クバーニ人民共和国独立宣言
  - 3月 - ブレスト＝リトフスク条約締結、イギリス軍がムルマンスクに上陸(帝国主義列強の対露干渉の開始)[2]
  - 5月 - チェコ軍団蜂起
  - 6月 – ロシア・ソビエト連邦社会主義共和国において戦時共産主義実施(1921年3月まで)[3]。
  - 8月 - シベリア出兵(1922年10月まで)、フィンランド共産党結成[2]
  - 9月 - ボリシェヴィキ、日支闘争計画を決議。
  - 11月 - オーストリア共産党、ギリシャ共産党(1924年まで社会主義労働者党)およびハンガリー共産党結成[2]
  - 12月 - ラトビア社会主義ソビエト共和国成立、ポーランド共産党(1925年まで共産主義労働者党)およびドイツ共産党結成[2]

### コミンテルンの歴史
- 1919年1月 – モスクワでコミンテルン創立準備の為に八つの共産党及び共産主義組織の代表者による国際協議会開催、コミンテルン創立の討議のための国際共産主義者会議への参加を39の友党、友誼組織に要請[2]。ドイツでカール・リープクネヒトとローザ・ルクセンブルクが虐殺される[2]。
  - 2月 - ポーランド・ソビエト戦争勃発(1921年3月まで)
  - 3月 - 第1回コミンテルン大会、コミンテルン結成[4]。ハンガリー・ソビエト共和国の成立[5]。
  - 4月 - バイエルン・ソビエト共和国の成立[5]。インドのアムリットサル事件[5]。ユーゴスラビア共産党、オランダ共産党成立[5]。
  - 5月 - 中国における反帝国主義・反封建の人民運動(五・四運動)[5]。ブルガリア共産党、イスラエル共産党(1921年までパレスチナ共産党)結成[5]。
  - 6月 – スロバキア・ソビエト共和国の成立[5]。ヴェルサイユ条約調印[5]。
  - 7月 - カラハン宣言
  - 9月 - アメリカ共産党、メキシコ共産党結成[5]
  - 11月 - デンマーク共産党(1920年まで左派社会党)結成[5]
- 1920年2月 – ソヴィエト・ロシア政権とエストニアの間でタルトゥ平和条約締結
  - 3月 - 極東共和国建国、尼港事件(5月まで)、ドイツのカップ一揆起こるが1200万労働者のゼネストによって粉砕される[5]。
  - 4月 – スペイン共産党(前身)結成[6]
  - 5月 – インドネシア共産党結成[6]。
  - 6月 - レーニンの著書『共産主義における「左翼」小児病』がロシア語、英語、フランス語で発行される[5]（レーニンの敗戦革命論も参照）。イラン共産党結成(1941年に人民党と改称)[6]。
  - 7月 - 第2回コミンテルン大会、ソヴィエト・リトアニア平和条約締結
  - 8月 - グレートブリテン共産党(en)結成[6]、ラトビア・ソヴィエト平和条約締結
  - 9月 – トルコ共産党、ウルグアイ共産党結成[6]、東方諸民族大会[6]。
  - 10月 - ソヴィエト・ロシア政権とフィンランドの間でタルトゥ平和条約締結、オーストラリア共産党結成[6]。
  - 11月 - ペレコープ＝チョーンガル作戦
  - 12月 - SFIC(コミンテルン-フランス支部)としてフランス共産党結成[6]。
- 1921年1月 - ルクセンブルク共産党およびイタリア共産党結成[7]
  - 2月 - ニュージーランド共産党結成[7]
  - 3月 - モスクワ条約締結、ポーランド・ソビエト・リガ平和条約締結、ソビエト連邦は戦時共産主義に代えて新経済政策ネップを開始(1928年まで)[3]、モンゴル人民革命党(1924年まで人民党)、ポルトガル共産党およびスイス共産党結成[7]
  - 4月 - 東方勤労者共産大学設立
  - 5月 - チェコスロバキア共産党およびルーマニア共産党結成[7]
  - 6月 - 第3回コミンテルン大会（統一戦線）、コミンテルン執行委員会国際連絡部設立。カナダ共産党結成[7]。
  - 7月 – 中国共産党および南アフリカ共産党結成[7]、上海にコミンテルン執行委員会国際連絡部設立、赤色労働組合インターナショナル(プロフィンテルン)創立大会[8]
  - 8月 – ベルリンにおいてロシア飢饉被災者労働者救援在外組織委員会設立(のちに国際労働者救援会(en)に改組)[7]、大連会議(1922年4月まで)、トゥヴァ人民共和国成立。
  - 9月 – 反スペイン民族解放戦争のなか、モロッコにおいてリーフ共和国成立(1926年5月まで)[7]
  - 10月 - トルコ共和国とソビエト連邦 の間でカルス条約 (Treaty of Kars)締結、ベルギー共産党およびスウェーデン共産党結成[7]
  - 11月 – ワシントン会議開催(1922年2月まで、海軍軍備制限と中国の共同搾取について協議)[7]、スペイン共産党結成[9]
  - 12月 – コミンテルン執行委員会は資本の攻勢に反対する労働者階級の統一戦線についてのテーゼ採択[7]
- 1922年1月 - チリ共産党結成[10]、極東諸民族大会
  - 2月 – コミンテルン執行委員会第一回拡大総会(3月まで)[7]
  - 3月 - ブラジル共産党結成[10]
  - 4月 - ラパロ条約調印(ドイツ・ソビエト政府国交回復)
  - 6月 – コミンテルン執行委員会第二回拡大総会[11]
  - 7月 - 日本共産党結成[10]、第一次共産党。
  - 9月 - 長春会議(日本とソ連の国交協議)
  - 10月 - ファシスト党によるローマ進軍
  - 11月 – 第4回コミンテルン大会、同大会にて国際赤色救援会(en)の設立を決定[10]
- 1923年1月 - フランスのルール占領計画へ反対するためエッセンに欧州七カ国の共産党と革命的労働組合、プロフィンテルン、国際共産主義青年同盟の代表会議開催[10]。フランスおよびベルギー軍によるルール占領(1924年9月まで)[10]
  - 5月 - 第二インターナショナルと第二半インターナショナルはハンブルクの合同大会で社会主義労働インターナショナルを結成[10]
  - 6月 – コミンテルン執行委員会第三回拡大総会[12]
  - 8月 – ドイツではクーノ政府打倒のゼネストおよびクーノ政府辞任[13]
  - 9月 - ブルガリアで共産党指導下の武装蜂起[13]
  - 10月 - ザクセンに社会民主党と共産党の連立州政府が成立(10月10日～10月30日)、テューリンゲンに社共連立の州政府が成立(10月16日～11月12日)、ともにドイツ中央政府の武力介入によって倒れる[13]。モスクワに第一回国際農民会議[13]。ハンブルクに共産党指導下の蜂起[13]。
  - 11月 - ポーランドで共産党と統一戦線指導下の軍国主義反対のゼネスト、クラクフでは武装闘争に発展[13]。ノルウェー共産党結成[13]。
- 1924年1月 - 中国国民党第一回全国代表大会は国共合作の政策を採用[13](第一次国共合作)。ウラジーミル・レーニン死去。イギリスの第一次労働党政府の成立(1月21日～11月7日)[13]。
  - 3月 - ビューロー (日本共産党)
  - 5月 - 黄埔軍官学校設立
  - 6月 - 第5回コミンテルン大会。イタリア社会党議員ジャコモ・マッテオッティがファシストに暗殺され、野党の抗議と労働者の反ファシズム・ストライキ運動(7月)がファシズムを危機におとしいれる[13]。
  - 7月 -  コミンテルン執行委員会第四回拡大総会、第五回大会にひきつづき開催[14]。
  - 9月 - 奉ソ協定締結
  - 10月 - ジノヴィエフ書簡事件(en)。レバノン共産党結成(1944年にシリア共産党分離)[14]。
  - 11月 - 外蒙古にモンゴル人民共和国成立。
- 1925年1月 - 日ソ基本条約締結
  - 3月 - 孫文死去。 コミンテルン執行委員会第五回拡大総会[14]。
  - 4月 -一国社会主義論をブハーリンが説明。英露労働組合委員会設立(1925年4月8日～1927年9月8日)[14]。朝鮮共産党結成[14]。ソ連、第九十四号命令。
  - 5月 - 治安維持法施行。上海で五・三〇事件[14]。
  - 7月 - シリアにおける反フランス人民解放戦争の開始(1927年5月まで)[14]。
  - 8月 - 国民革命軍創設。キューバ共産党(1940年に革命的共産主義者同盟と改称)結成[14]。
  - 9月 – モスクワ中山大学設立。グァテマラ共産党結成[14]。
  - 10月 – フランスで植民地と増税に反対する90万人労働者のゼネスト[14]。
  - 12月 – インド共産党結成[14]。
- 1926年 – 国際レーニン学校設立
  - 2月 -  コミンテルン執行委員会第六回拡大総会[15]。
  - 3月 - 中山艦事件
  - 4月 - ドイツ（ヴァイマル共和国）とソヴィエト連邦の間でベルリン条約締結
  - 5月 - イギリスで炭鉱ストライキ(5月1日から11月19日まで、敗北に終わる)、全国250万人労働者のゼネストに発展(5月4日から12日まで)[16]。
  - 8月 – キプロス共産党(1941年に労働人民進歩党と改称)結成[16]。
  - 9月 – ソ連・リトアニア不可侵条約締結。エクアドル共産党(1931年まで社会党)結成[16]。
  - 11月 – 西部ジャワで労働者農民の武装蜂起始まり、全ジャワとスマトラに拡大(11月12日から翌年2月まで)[16]。 コミンテルン執行委員会第七回拡大総会[16]。
  - 12月 第二次共産党 (日本)
- 1927年2月 - ブリュッセルで植民地抑圧反対・帝国主義反対世界大会、反帝国主義同盟を設立(1935年まで)[16]。
  - 3月 - 南京事件
  - 4月 – 中国において北京のソ連大使館捜索事件、上海クーデター、寧漢分裂、漢口事件。サッコ・ヴァンゼッティ事件で合衆国最高裁判所が死刑を確定(8月23日処刑)[16]。
  - 5月 – アルコス事件(英ソ国交断絶につながる)。コミンテルン執行委員会第八回総会[16]。太平洋労働組合書記局設立。
  - 7月 – 国民党左派の武漢政府、中国共産党との絶縁を決定、国共合作終わる[17]。コミンテルン執行委員会日本問題特別委員会は日本問題についての決議を採択(7月テーゼ)[17]。ウィーンで政府によるファシストの庇護に抗議するゼネスト[17]。
  - 8月 – 中国共産党が南昌で武装蜂起(南昌起義)、万県事件、八七会議。
  - 9月 – 中国共産党が湖南省や江西省の辺境地域で武装農民暴動を指導(秋収起義)。
  - 12月 – 中国共産党が広州で武装蜂起(広州起義)。
- 1928年1月 – ソ連の穀物危機深刻となる[18]。
  - 2月 - コミンテルン執行委員会第九回総会[17]。パラグアイ共産党結成[17]。
  - 4月 - 台湾共産党結成
  - 6月 - 張作霖爆殺事件ソ連特務機関犯行説
  - 7月 – 第6回コミンテルン大会。コミンテルン1928年テーゼ。
  - 9月 – ペルー共産党結成[17]
  - 10月 – ソ連の第一次五カ年計画始まる[19][17](経済政策ネップの終焉、1932年に四ヵ年で完遂[17])[3]。
- 1929年5月 – ベルリンの血のメーデー[17]
  - 6月 - ブエノスアイレスでラテンアメリカ諸国共産党第一回会議[17]
  - 7月 - 中ソ紛争勃発(同年12月まで)。コミンテルン執行委員会第十回総会[17]。
  - 7月から翌1930年7月まで - 日本、武装共産党。日本共産党技術部も参照。
  - 8月 - 第一回国際反戦デー(資本主義諸国でデモ実施)[17]。
  - 10月 - ニューヨーク株式市場が大暴落(世界経済恐慌の始まり)[20]
  - 12月 – スターリンは「階級としてのクラークの絶滅」政策の実施中であることを表明[21]。
- 1930年 - ソ連のスパイ・リヒャルト・ゾルゲ、1932年まで上海で活動。尾崎秀実や川合貞吉らも参加するゾルゲ諜報団結成。
  - 1月 - インドシナ共産党結成[20]
  - 2月 - 江西省ソビエト成立[22](中央革命基地成立[20])。コミンテルン執行委員会拡大幹部会議[20]。
  - 3月 - 国際失業反対闘争デー(世界各地で失業者のデモ・集会、合衆国では125万人のデモ)[20]。エル・サルバドル共産党およびパナマ共産党結成[20]。
  - 4月 - インドで大衆的反英運動が始まる[20]。
  - 5月1日 - 日本、川崎武装メーデー事件
  - 5月 - ベトナムで反帝国主義、反封建の農民蜂起(1931年まで、多くの地区にソビエト樹立)[20]。間島共産党暴動
  - 7月 - コロンビア共産党結成[20]。上海にコミンテルン極東局
  - 8月 - 八一吉敦暴動
  - 11月 - フィリピン共産党[20]およびアイスランド共産党(1938年10月に統一人民社会党に改組)[20]結成
  - 12月 - 第1次囲剿 [20]
- 1931年 - 1931年（昭和6年）初めから翌1932年末まで 日本、非常時共産党
  - 3月 - コミンテルン執行委員会第十一回総会[20]。コスタリカ人民前衛党結成[23]。
  - 4月 - 第2次囲剿 。スペインで君主制打倒、ブルジョワ民主主義革命開始[24]。
  - 6月 - 第3次囲剿 、ヌーラン事件
  - 7月 - マラヤ共産党結成[23]。
  - 9月 – 満州事変始まる。コミンテルン指令1931年。
  - 11月 - 瑞金で第一回全中国ソビエト代表者大会[23]。中華ソビエト共和国臨時政府樹立[23]。
  - 12月 - ベネズエラ共産党結成[23]。
  - 年末頃 - 朝鮮北部国境付近に抗日パルチザン部隊形成される(1933年に解放区誕生)[23]。
- 1932年から1933年にわたりホロドモール(ジェノサイドとの主張があるウクライナ大飢饉)
- 1932年1月 – ソ連・フィンランド不可侵条約締結、第一次上海事変
  - 2月 - ポーランドで鉱山労働者のストライキ(この年、工場占拠を含む大衆的ストライキ運動が発展)[23]。尾崎秀実帰国、日本国内でゾルゲ諜報団活動開始。
  - 5月 - コミンテルン執行委員会西欧ビューローは日本問題についてのテーゼ発表[23]。アメリカで退役兵士のワシントンへの飢餓行進(ボーナス・アーミー、7月28日まで)[23]。
  - 6月 - リューチン事件(en)(ソビエト連邦共産党における最後のスターリン批判)
  - 7月 - 第4次囲剿、ソ連・ポーランド不可侵条約締結。ドイツでパーペン政府の緊急命令に反対する大衆的ストライキの波[23]。日本、社会大衆党結成。
  - 8月 - コミンテルン執行委員会第十二回総会[23]。アムステルダムで国際反戦大会[23]。
  - 10月 - リンチ共産党
  - 10月6日 - 日本、赤色ギャング事件
  - 11月 - 南京の鶯
- 1933年1月 - ヒトラー内閣成立(ナチスが政権掌握[23])
  - 2月 – ドイツ国会議事堂放火事件
  - 6月 - 北アイルランド共産党結成[25]
  - 10月 - 第5次囲剿(1934年10月まで)
  - 11月 - 米ソ国交樹立、 コミンテルン執行委員会第十三回総会[25]。中国、福建事変
  - 12月23日 日本共産党スパイ査問事件
- 1934年1月 – ドイツ・ポーランド不可侵条約締結
  - 2月 – フランスでファッショ諸団体による反議会一揆、これに対する共産党の呼びかけによるパリ労働者の反ファッショ・デモおよびゼネスト[26](450万人がスト参加[25])、オーストリア内戦(2月内乱)(ファシズムに反対するオーストリア労働者の武力闘争[27][25])。
  - 3月 – イラク共産党結成[25]
  - 7月 – フランスで共産党と社会党の行動統一協定成立[25]
  - 8月 – イタリアで共産党と社会党の行動統一協定成立[25]
  - 9月 – ソ連が国際連盟に加盟[28]、スペイン共産党は社会党が設立した「労働者連盟」に加入[25]、プエルトリコ共産党結成[25]。
  - 10月 - 中国紅軍長征開始(1936年10月まで)[25]、モンテビデオでラテンアメリカ諸国共産党の会議[25]、スペイン・レルース内閣へのファシスト3名入閣に対して労働者100万人の政治ストライキとアストゥリア鉱山労働者の武装蜂起[29]、フランス共産党は人民戦線綱領を発表[25]。
  - 12月 - キーロフ暗殺事件(大粛清契機)
- 1935年1月 - 哈爾哈廟事件（日ソ間紛争）。中共、遵義会議

3月 – ヒトラーはヴェルサイユ条約の軍備制限条項を破棄、再軍備を宣言。
- - 5月 - 仏ソ相互援助条約(Franco-Soviet Treaty of Mutual Assistance)締結
  - 7月 - 第7回コミンテルン大会は人民戦線方針承認（反ファシズム統一戦線）、後に第7回大会の影響による人民戦線事件発生。フランスで共産党、社会党、急進社会党の人民連合(人民戦線)による50万人の反ファシズム・デモ[25]。
  - 8月 – 中国共産党は八・一宣言により抗日人民戦線の創設を提唱
  - 10月 - イタリアのエチオピア侵攻(第二次エチオピア戦争、1936年5月まで)
  - 11月 - 冀東防共自治委員会成立(翌12月、冀東防共自治政府に改称)、中山水兵射殺事件
  - 12月 - 冀察政務委員会成立
- 1936年から1938年にわたり大粛清（グラーグも参照）、ヴィーンヌィツャ大虐殺
- 1936年1月 – スペインにおける人民戦線協定の成立[30]、金廠溝事件（日ソ間紛争）
  - 2月 - スペイン総選挙においてスペイン人民戦線勝利[30]
  - 3月 - ソ蒙相互援助議定書締結、フランスの両労働組合連合の合同大会で労働組合運動の統一実現[30]、チリに人民戦線成立[30]。日本共産主義者団
  - 4-5月 - フランス総選挙においてフランス人民戦線勝利[30]、6月4日にブルムの第一次人民戦線政府成立(1937年6月まで)[30]。
  - 5月 - 南満州に朝鮮祖国光復会(抗日民族統一戦線)結成[30]。
  - 6月 - 乾岔子島事件（日ソ間紛争）
  - 7月 - スペイン内戦勃発(1939年3月まで)、フランコがヒトラー、ムソリーニの軍事援助とバチカン法王庁の支持を得てスペイン共和国を攻撃[31]。
  - 8月 – 第一回モスクワ裁判(被告はジノヴィエフ等16名)
  - 9月 - 北海事件、漢口邦人巡査射殺事件、上海日本人水兵狙撃事件
  - 10月 - ベルリン=ローマ枢軸の結成[30]、アルジェリア共産党結成[30]。
  - 11月 - 国際旅団がスペイン内戦に参戦、日独防共協定(反コミンテルン協定[32])締結
  - 12月 - 西安事件、スターリン憲法制定
- 1937年 – コミンテルン指令
  - 1月 – 第二回モスクワ裁判(被告はラディック等17名)
  - 2月 - ベネズエラ共産党結成[30]、日本無産党結成。
  - 4月 - チュニジア共産党結成[30]
  - 7月 - 盧溝橋事件、通州事件
  - 8月 – 第二次上海事変、中ソ不可侵条約締結、その後在華ソビエト軍事顧問団派遣。
  - 9月 - 中国国民党と中国共産党による第二次国共合作が成立
  - 12月 – プロフィンテルン解散[30]
- 1938年 - トロツキー、第四インターナショナル結成。
  - 1月 - 岡田嘉子、杉本良吉とソ連領に越境。第一次近衛声明、背景に尾崎秀実の工作。
  - 2月 - ソ連空軍志願隊などによる日本領土（松山飛行場）への攻撃。
  - 3月 – 第三回モスクワ裁判(被告はブハーリン等21名)、ドイツがオーストリアを併合
  - 4月 - フランスの人民戦線瓦解[30]
  - 6月10日 - 砕氷船・地領丸（後の宗谷）竣工
  - 7月 – 張鼓峰事件(同年8月まで)。汪兆銘工作、背景に尾崎秀実の謀略工作。
  - 9月 – ミュンヘン会談
  - 10月 – チリの大統領選挙における人民戦線の勝利[30]
- 1939年　
  - 3月 – スペイン内戦の末、ソ連とスペインの国交断絶
  - 5月 - ノモンハン事件(同年9月まで)、東安鎮事件（日ソ間紛争）
  - 7月 アメリカ、日米通商航海条約廃棄。背景にアメリカ共産党による反日工作。
  - 8月 - 独ソ貿易協定(German–Soviet Trade Agreement)、独ソ不可侵条約締結、イギリス・ポーランド共同防衛条約締結、ビルマ共産党結成[33]
  - 9月 - 米国共産党調書発行。独ソによるポーランド侵攻(同年10月まで継続し、カティンの森事件を引き起こし、第二次世界大戦の始まりとされる。)[34]、ドイツ・ソビエト境界友好条約締結、エストニアはソ連の求めに応じてソ連の基地設立を受諾[35]、ニカラグア共産党結成[33]。
  - 10月 – ラトビアはソ連の求めに応じてソ連の基地設立を受諾[36]、リトアニアはソ連の基地設立を受諾し両国は相互援助条約締結、ソ連はヴィリニュスをリトアニア領に変更、ソ連はフィンランドと基地と領土交換の交渉を開始、NKVDはエストニア、ラトビア及びリトアニアから反ソビエト分子をロシアに追放するために001223命令(Order № 001223)を発する。
  - 11月 – 日本、太平洋問題調査会から事実上の脱退。企画院事件（〜1941年4月）。フィンランドはソ連の要求を拒否、ソ連はフィンランドに侵攻(冬戦争勃発、翌年3月まで)。モロトフ＝リッベントロップ協定も参照。
  - 12月 – 国際連盟、フィンランドを侵略したソ連を除名。[28]。
- 1940年3月 – 冬戦争終結、モスクワ条約締結
  - 4月 - ドイツがデンマークとノルウェーに侵攻
  - 6月 – ドイツがノルウェーを占領、パリ陥落しフランスはナチス・ドイツに降伏、ソ連はリトアニア、エストニア、ラトビアのバルト諸国を占領。
  - 7月 – バルト諸国の外交使節団の代表は、ロンドンとワシントンで彼らの国々のソヴィエトによる占領と併合に抗議、米国の国防次官サムナー・ウェルズの宣言によりアメリカ合衆国は、法律上(デ・ジュリ)バルト諸国の併合の不承認の方針を追求。他の西側諸国の大部分は同様の立場を1991年のバルト三国の主権回復まで取り続ける。
  - 8月 – ソ連がバルト諸国のリトアニア、ラトビア、エストニアを併合。トロツキー暗殺。
- 1941年1月 - 皖南事変
  - 4月 - 日ソ中立条約成立
  - 6月 - 併合されたバルト諸国から最初の大規模な追放[37]、独ソ戦勃発(1945年5月まで)、NKVDによるライネイ虐殺(Rainiai massacre)、継続戦争勃発[38](1944年9月まで)、ユーゴスラビアに人民解放パルチザン部隊司令部設立(同年7月にドイツ占領者に対する全面的な武力闘争開始)[33]。
  - 7月 – ソ連は国内で総動員を発表、ソ連当局は199人の政治犯を処刑後タルトゥ退去、フランスの被占領地域で義勇パルチザン隊結成[33]。日本軍、南部仏印進駐を開始。背景に尾崎秀実の誘導工作。
  - 8月 – ドイツ軍がバルト三国を占領
  - 9月 – ギリシアに民族解放戦線結成(同年12月にギリシア人民解放軍組織)[33]、イラン人民党結成[33]。ゾルゲ事件。
  - 11月 – アルバニア共産党結成[33]。
  - 12月 – 日米開戦(日本の対米英宣戦布告、真珠湾攻撃)
- 1942年11月 - 全ユーゴスラビア人民解放反ファシズム評議会設立[33]、タイ共産党・ドミニカ共産党結成[33]。
- 1943年1月 – スターリングラードのドイツ軍がソ連軍に降伏[33]。
  - 2月 - ヴェノナ・プロジェクト開始。
  - 3月 - 毛沢東ひきいる中国共産党が、馮竜を使者として汪兆銘に接触し、和平統一を申し出る
  - 5-6月 - コミンテルン執行委員会幹部会はコミンテルンおよび共産主義青年インタナショナルの解散を決定(6月10日から全機関廃止)[39]